# Мартынов, Михаил Юрьевич
Михаил Юрьевич Мартынов (род. 25 октября 1959 года) — советский и российский врач-невролог, член-корреспондент РАН (2016), заслуженный врач Российской Федерации (2014).
Профессор кафедры неврологии, нейрохирургии и медицинской генетики РНИМУ имени Н. И. Пирогова.
Автор 104 научных работ, в том числе 83 статей в журналах списка ВАК при Минобрнауки России, 12 глав в монографиях и руководствах, 1 патента.
Приказом от 26 декабря 2019 года № 1089 назначен главным внештатным специалистом по неврологии Министерства здравоохранения Российской Федерации.